# فیزیک پزشکی (کتاب)
فیزیک پزشکی  کتابی از جان کمرون، جیمز گاست اسکوفرونیک با ترجمهٔ عباس تکاور است که در سال ۱۳۷۸ منتشر و در مراسم کتاب سال جمهوری اسلامی ایران به‌عنوان کتاب برگزیده معرفی شد.